# SCH-5472

合成方式

SCH-5472是一种含氮有机化合物，分子式C19H23NO，能作为兴奋剂，1950年代由先灵葆雅开发。